# Schlacht bei Kratzau
Die Schlacht bei Kratzau fand am 11. November (nach anderen Angaben 16. November) 1428 zwischen einem Schlesisch-oberlausitzischen Heer und Hussiten bei Kratzau in Böhmen statt.
Während der Schlacht überwältigte das schlesisch-oberlausitzsche Heer unter Hans von Polenz die hussitischen Truppen und Wagenburgen.
Im November 1428 starteten die Hussiten unter Führung von Nikolaus von Kaisberg von dem besetzten Kratzau aus einen Feldzug über Friedland und Ostritz nach Löbau. Die Stadt konnte von den Hussiten nicht genommen werden, und so zogen sie sich wieder nach Kratzau zurück. Schlesische und oberlausitzsche Truppen verfolgten die Hussiten und rieben sie in der Nähe von Kratzau auf.